# المپیا پرس
انتشارات المپیا، ناشری مستقر در پاریس بود که در سال ۱۹۵۳ توسط موریس گیرودیاس به عنوان نسخه‌ی تغییر نام یافته‌ی انتشارات اوبلیسک که از پدرش جک کاهان به ارث برده بود، تأسیس شد. این انتشارات ترکیبی از داستان‌های شهوانی و داستان‌های ادبی آوانگارد را منتشر می‌کرد و بیشتر به خاطر انتشار اولین نسخه چاپی لولیتا اثر ولادیمیر ناباکوف شناخته می‌شود. 